# Diocese de Guaxupé
A Diocese de Guaxupé (Dioecesis Guaxupensis) é uma divisão territorial da Igreja Católica no estado brasileiro de Minas Gerais. Foi criada em 3 de fevereiro de 1916 pelo Papa Bento XV, a partir do desmembramento da então Diocese de Pouso Alegre. A paróquia mais antiga da diocese é a da da Imaculada Conceição e São Carlos Borromeu de Jacuí, instalada em 1764.

## Divisão territorial
A diocese abrange 87 paróquias em 36 municípios do sul de Minas Gerais:
- Guaxupé
- Alfenas
- Alpinópolis
- Alterosa
- Arceburgo
- Areado
- Bandeira do Sul
- Bom Jesus da Penha
- Botelhos
- Carmo do Rio Claro
- Cássia
- Cabo Verde
- Campestre
- Capetinga
- Conceição da Aparecida
- Divisa Nova
- Fama
- Fortaleza de Minas
- Guaranésia
- Ibiraci
- Itamogi
- Jacuí
- Juruaia
- Itaú de Minas
- Machado
- Monte Belo
- Monte Santo de Minas
- Muzambinho
- Nova Resende
- Passos
- Paraguaçu
- Poços de Caldas
- Pratápolis
- São João Batista do GlóriaMapa da Diocese de Guaxupé.
- São José da Barra
- São Pedro da União
- São Sebastião do Paraíso
- São Tomás de Aquino
- Serrania

Mapa da Diocese de Guaxupé.

Há ainda sete setores paroquiais que agrupam as paróquias em regime de forania. Segue uma lista de todas as paróquias com o ano de fundação entre parênteses.

Regional CNBB Leste 2.

### Setor Guaxupé
Arceburgo
- Paróquia de São João Batista (1916)

Bom Jesus da Penha
- Paróquia do Senhor Bom Jesus (1874)

Guaranésia
- Paróquia de Santa Bárbara (1874)
- Paróquia do Senhor Bom Jesus e Mãe Rainha (2004)

Guaxupé
- Paróquia de Nossa Senhora das Dores (1866)
- Paróquia São José Operário (1967)
- Paróquia Nossa Senhora do Rosário (1975)
- Paróquia Sagrada Família e Santos Reis (2001)

Juruaia
- Paróquia de São Sebastião (1943)

Milagres (município de Monte Santo de Minas)
- Paróquia de Nossa Senhora dos Milagres (1950)

Monte Santo de Minas
- Paróquia de São Francisco de Paula (1858)

Muzambinho
- Paróquia de São José (1866)

Nova Resende
- Paróquia de Santa Rita de Cassia (1866)

Petúnia (município de Nova Resende)
- Paróquia de São Benedito (1952)

Santa Cruz da Prata (município de Guaranésia)
- Paróquia de Santa Cruz da Prata (1950)

São Pedro da União
- Paróquia de São Pedro Apóstolo (1880)

### Setor Alfenas
Alfenas

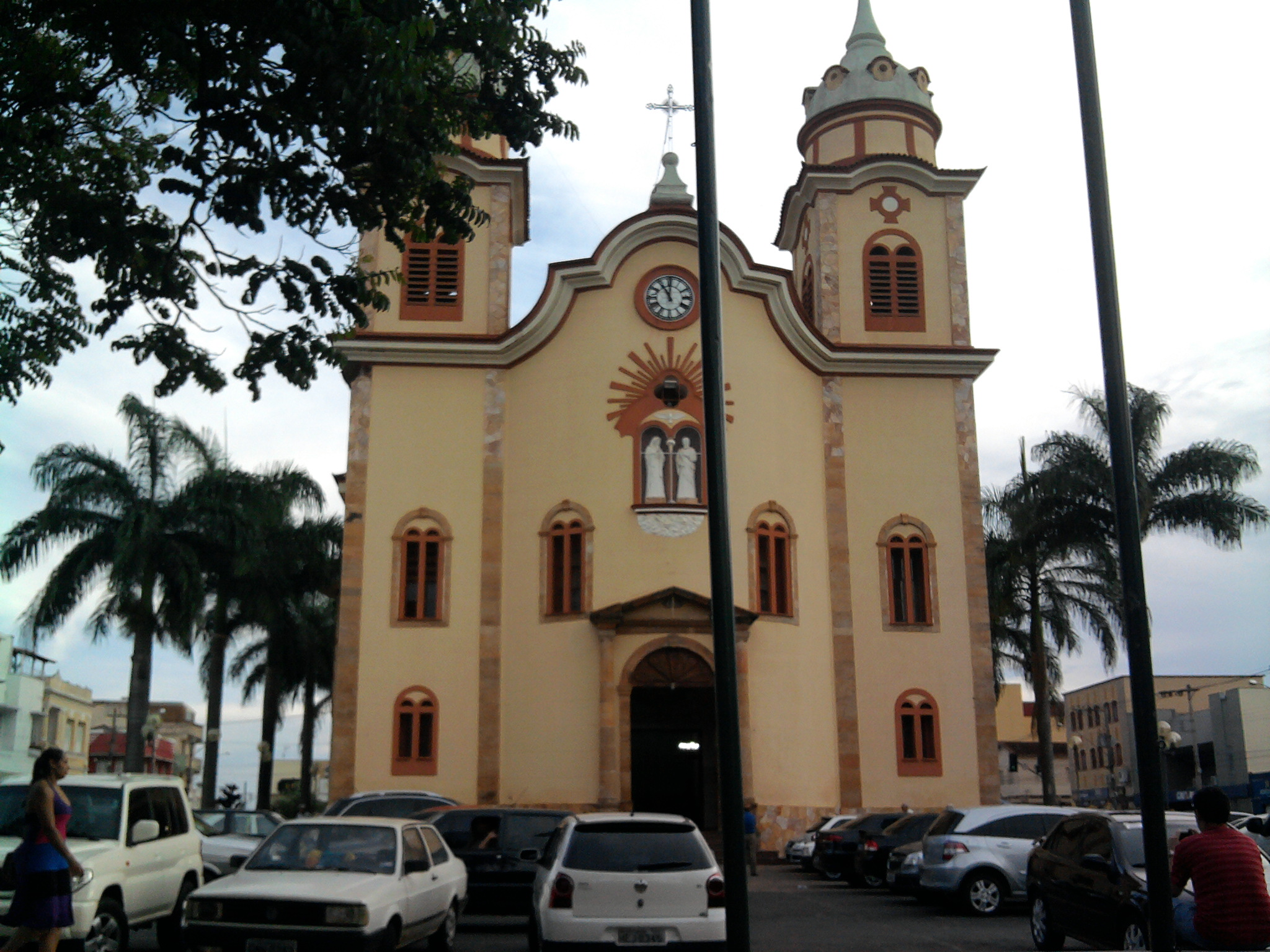
Igreja matriz de São José e Dores em Alfenas.

- Paróquia de São José e Dores (1832)
- Paróquia de Nossa Senhora Aparecida (1958)
- Paróquia de São Pedro Apóstolo (1997)
- Paróquia de Nossa Senhora de Fátima (1997)
- Paróquia de São Sebastião e São Cristóvão (2006)
- Paróquia de São Francisco de Assis (2023)

Fama
- Paróquia do Sagrado Coração de Jesus (1948)

Guaipava (município de Paraguaçu)
- Paróquia de Santa Isabel (1952)

Machado
- Paróquia de Sagrada Família e Santo Antônio (1857)
- Paróquia de São José (1999)

Paraguaçu
- Paróquia de Nossa Senhora do Carmo (1840)
- Paróquia de Nossa Senhora Auxiliadora (2006)

Serrania
- Paróquia de Nossa Senhora Aparecida (1933)

### Setor Areado

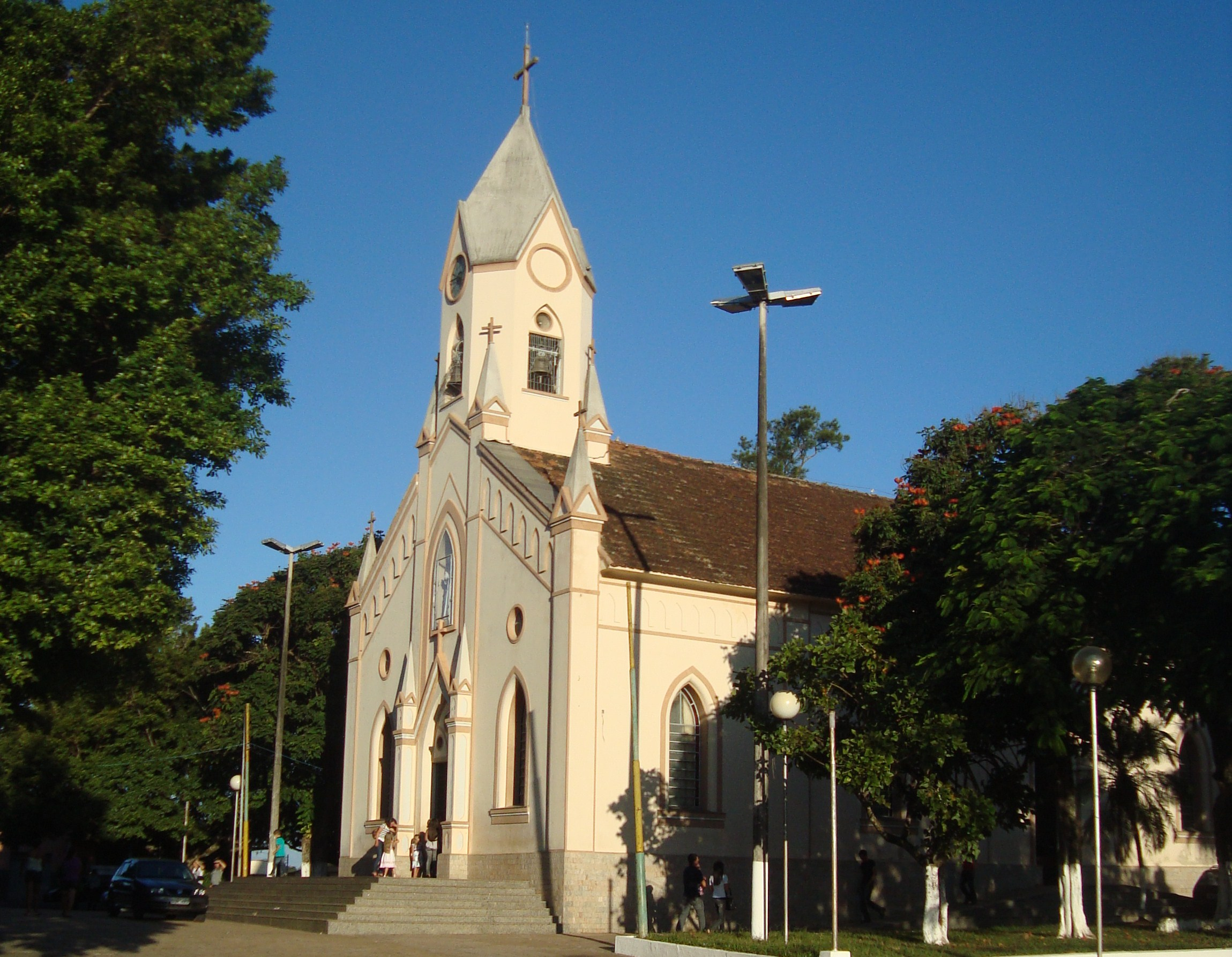
Igreja matriz de São Joaquim em Alterosa.

Alterosa
- Paróquia de São Joaquim (1850)

Areado
- Paróquia de São Sebastião (1858)

Barranco Alto (município de Alfenas)
- Paróquia de São João Batista (1874)

Carmo do Rio Claro
- Paróquia de Nossa Senhora do Carmo (1810)
- Paróquia Sagrada Família (2006)

Cavacos (município de Alterosa)
- Paróquia do Divino Espírito Santo (1983)

Conceição da Aparecida
- Paróquia de Nossa Senhora Aparecida (1879)

Divisa Nova
- Paróquia de Nossa Senhora da Conceição (1862)

Juréia (município de Monte Belo)
- Paróquia de Santo Antônio de Pádua (1943)

Monte Belo
- Paróquia de Nossa Senhora Imaculada (1882)

### Setor Poços de Caldas
Bandeira do Sul

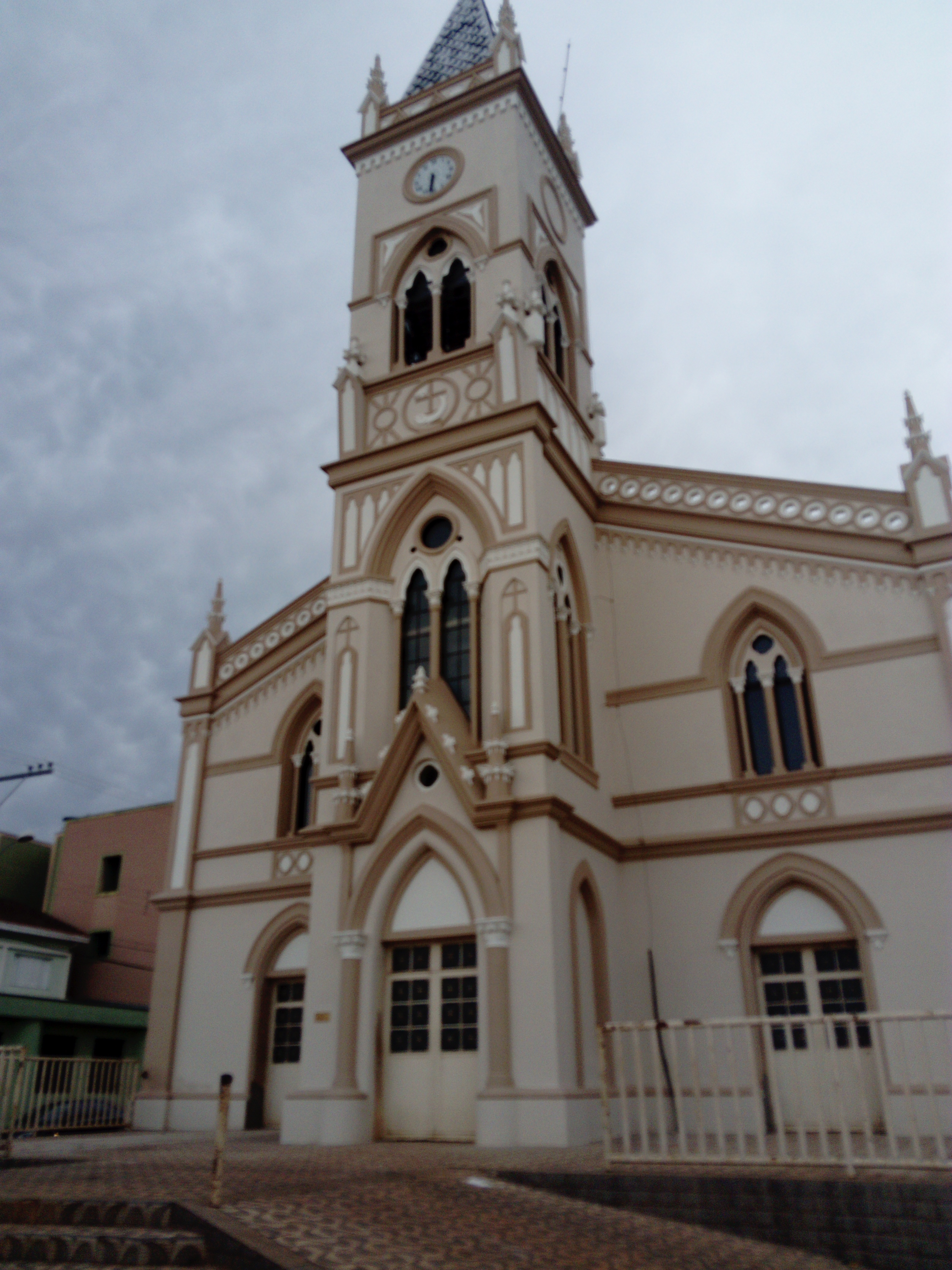
Igreja Matriz de Nossa Senhora da Assunção em Cabo Verde

- Paróquia de Nossa Senhora Aparecida (1950)

Botelhos
- Paróquia de São José (1865)

Cabo Verde
- Paróquia de Nossa Senhora da Assunção (1780)

Campestre
- Paróquia de Nossa Senhora do Carmo (1840)

Palmeiral (município de Botelhos)
- Paróquia de Santa Rita de Cássia (1946)

Poços de Caldas
- Paróquia de Nossa Senhora da Saúde (1879)
- Paróquia de São Sebastião (1945)
- Paróquia de Nossa Senhora Aparecida (1947)
- Paróquia de São Judas Tadeu (1966)
- Paróquia de São Domingos (1968)
- Paróquia de Nossa Senhora do Rosário (1978)
- Paróquia de São João Bosco (1992)
- Paróquia de Nossa Senhora das Graças (1996)
- Paróquia de São Paulo Apóstolo (1998)
- Paróquia do Sagrado Coração de Jesus (1999)
- Paróquia de Nossa Senhora da Esperança (2005)
- Paróquia de São Francisco e Santa Clara (2005)
- Paróquia de São Félix de Nicósia (2005)
- Paróquia Santo Expedito (2014)

### Setor de Cássia
Capetinga
- Paróquia de São José (1922)

Cássia

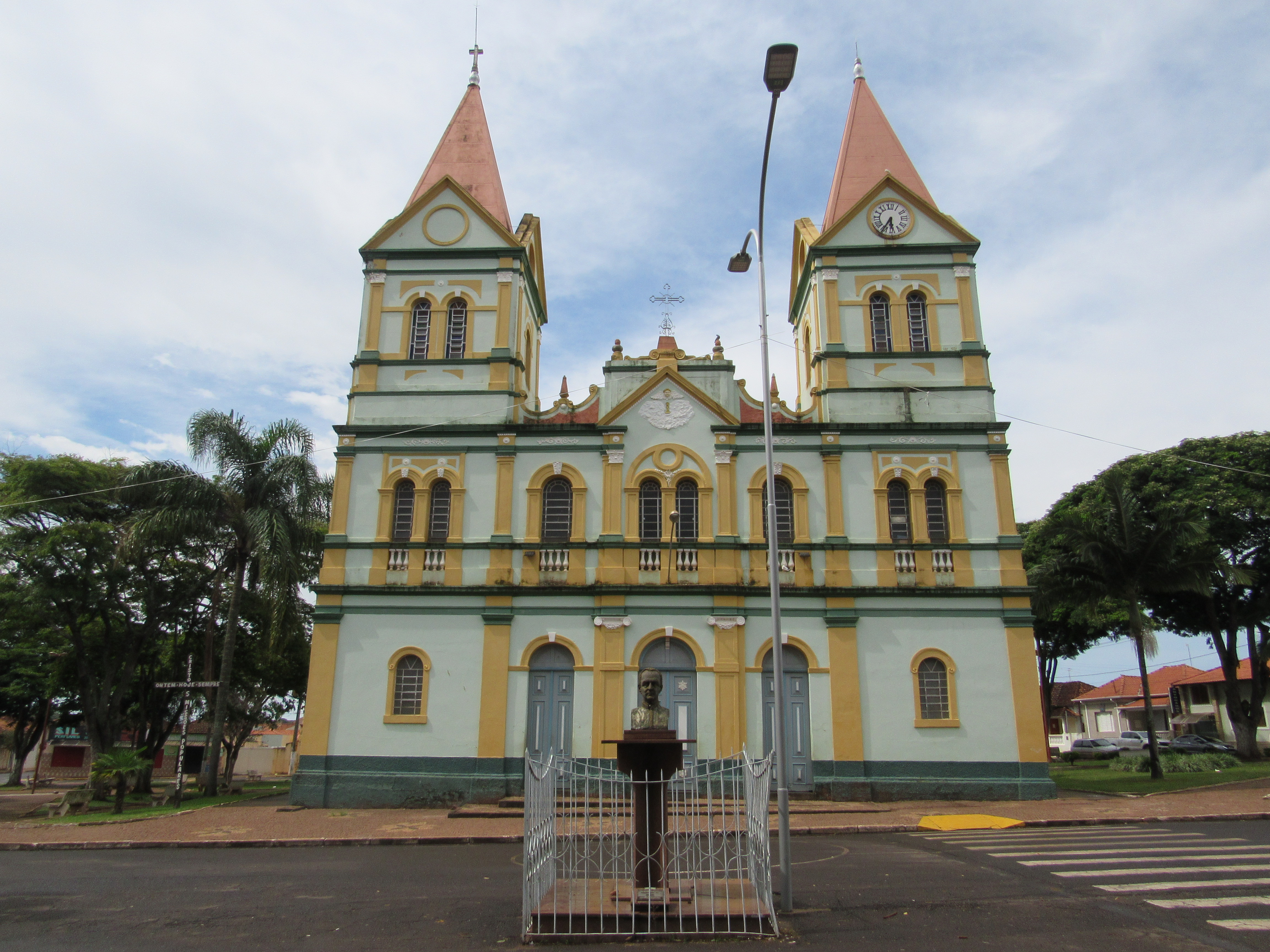
Igreja matriz de Nossa Senhora das Dores em Ibiraci.

- Paróquia de Santa Rita de Cássia (1866)

Claraval
- Paróquia de Nossa Senhora do Divino Espírito Santo (1882)

Delfinópolis
- Paróquia do Divino Espírito Santo (1871)

Goianases (município de Capetinga)
- Paróquia do Divino Espírito Santo (1952)

Ibiraci
- Paróquia de Nossa Senhora das Dores (1850)

Pratápolis
- Paróquia do Divino Espírito Santo (1849)

### Setor de Passos
Alpinópolis
- Paróquia de São Sebastião (1824)

Fortaleza de Minas

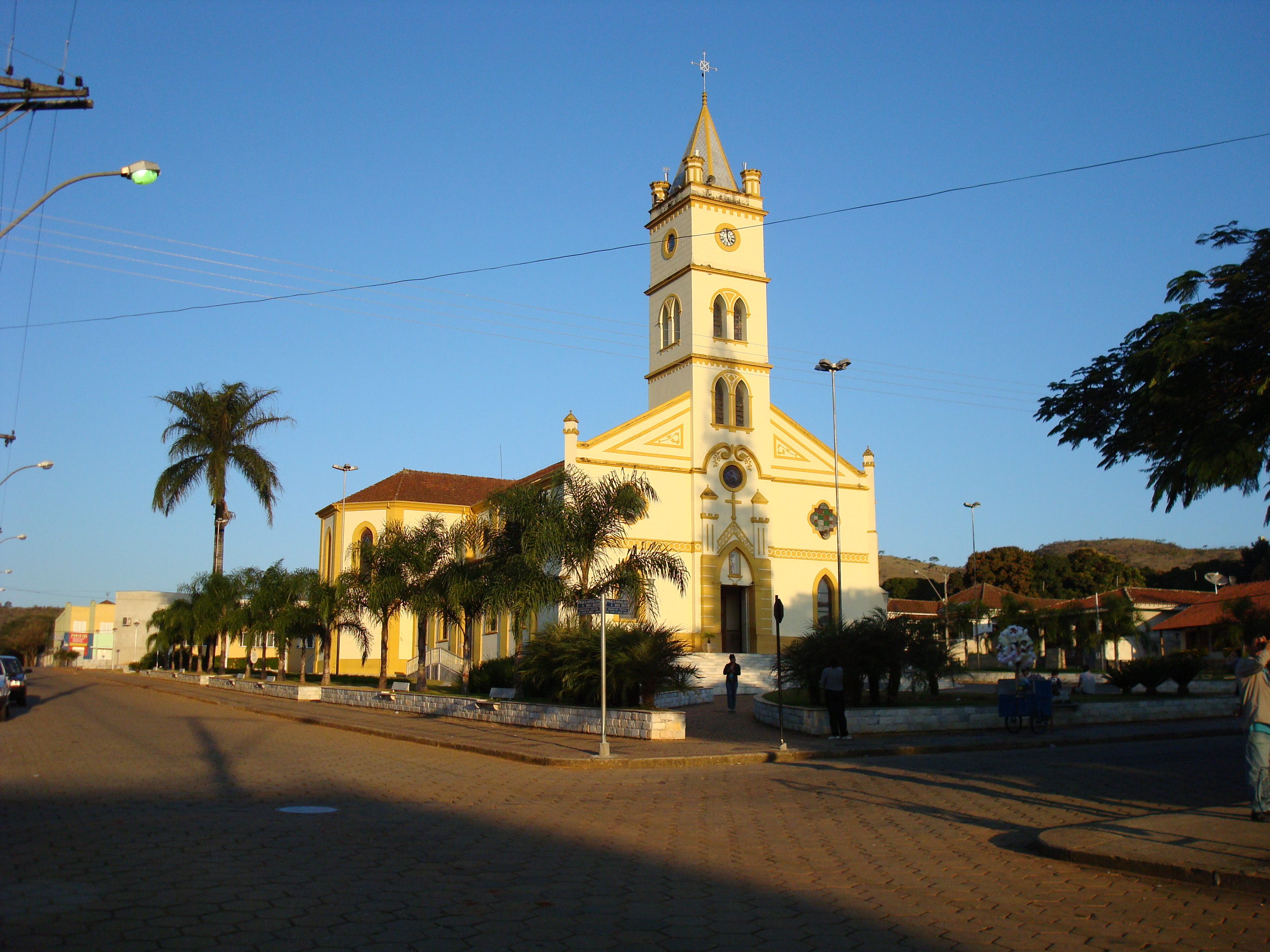
Igreja matriz de São Sebastião em Alpinópolis.

- Paróquia de Nossa Senhora do Rosário (1903)

Itaú de Minas
- Paróquia de Santa Teresinha do Menino Jesus (1941)

Passos
- Paróquia do Senhor Bom Jesus dos Passos (1840)
- Paróquia de Nossa Senhora da Penha (1947)
- Paróquia de Nossa Senhora das Graças (1978)
- Paróquia de São Benedito (1982)
- Paróquia de Nossa Senhora Aparecida (1983)
- Paróquia de Nossa Senhora de Fátima (2000)
- Paróquia São José
- Paróquia São Judas Tadeu
- Paróquia São Luís de Monfort

São José da Barra
- Paróquia de São José (1876)

São João Batista do Glória
- Paróquia de São João Batista do Glória (1857)

### Setor de São Sebastião do Paraíso
Guardinha (município de São Sebastião do Paraíso)
- Paróquia do Senhor Bom Jesus (1943)

Itamogi
- Paróquia de São João Batista (1905)

Jacuí
- Paróquia da Imaculada Conceição e São Carlos Barromeu (1764)

São Sebastião do Paraíso
- Paróquia de São Sebastião (1855)
- Paróquia de Nossa Senhora da Abadia (1951)
- Paróquia de Nossa Senhora de Sion (1997)
- Paróquia de São Judas Tadeu (1998)
- Paróquia São José

São Tomás de Aquino
- Paróquia de São Tomás de Aquino (1899)

## Bispos da diocese
|                 | Nome                                   | Período    | Notas                                         |
| --------------- | -------------------------------------- | ---------- | --------------------------------------------- |
| 9°              | José Lanza Neto                        | 2007-atual |                                               |
| 8°              | José Mauro Pereira Bastos, C.P.        | 2006-      |                                               |
| 7°              | José Geraldo Oliveira do Valle, C.S.S. | 1989-2006  |                                               |
| 6º              | José Alberto Lopes de Castro Pinto     | 1976-1989  |                                               |
| 5º              | José de Almeida Batista Pereira        | 1964-1976  |                                               |
| 4º              | Inácio João Dal Monte, O.F.M.Cap.      | 1952-1963  |                                               |
| 3º              | Hugo Bressane de Araújo                | 1940-1951  | Nomeado Arcebispo coadjutor de Belo Horizonte |
| 2º              | Ranulfo da Silva Farias                | 1920-1939  | Nomeado Arcebispo de Maceió                   |
| 1º              | Antônio Augusto de Assis               | 1916-1918  | Nomeado Bispo auxiliar de Mariana             |
| Bispo-coadjutor |                                        |            |                                               |
|                 | José Geraldo Oliveira do Valle, C.S.S. | 1988-1989  |                                               |